# Episodi di Empire (sesta stagione)
La sesta e ultima stagione della serie televisiva Empire è stata trasmessa negli Stati Uniti per la prima volta dall'emittente Fox dal 24 settembre 2019 al 21 aprile 2020.
In Italia, la stagione è andata in onda in prima visione satellitare su Fox Life, canale a pagamento della piattaforma Sky, dal 9 ottobre 2019 al 24 giugno 2020. La trasmissione in lingua italiana degli ultimi sei episodi ha subito un ritardo a causa delle disposizioni di emergenza legate alla diffusione del coronavirus COVID-19, le quali hanno impedito temporaneamente il doppiaggio. Gli episodi sono stati comunque trasmessi dal 29 marzo al 3 maggio 2020 in lingua originale sottotitolata in italiano.
| n° | Titolo originale        | Titolo italiano          | Prima TV USA      | Prima TV Italia  |
| -- | ----------------------- | ------------------------ | ----------------- | ---------------- |
| 1  | What Is Love            | What Is Love             | 24 settembre 2019 | 9 ottobre 2019   |
| 2  | Got on My Knees to Pray | Inginocchiati a pregare  | 1º ottobre 2019   | 16 ottobre 2019  |
| 3  | You Broke Love          | Scacco matto             | 8 ottobre 2019    | 23 ottobre 2019  |
| 4  | Tell the Truth          | Dì la verità             | 15 ottobre 2019   | 30 ottobre 2019  |
| 5  | Stronger Than My Rival  | Più forte del mio rivale | 5 novembre 2019   | 20 novembre 2019 |
| 6  | Heart of Stone          | Cuore di pietra          | 12 novembre 2019  | 27 novembre 2019 |
| 7  | Good Enough             | Buono quanto basta       | 19 novembre 2019  | 4 dicembre 2019  |
| 8  | Do You Remember Me      | Ti ricordi di me?        | 26 novembre 2019  | 11 dicembre 2019 |
| 9  | Remember the Music      | Ricorda la musica        | 3 dicembre 2019   | 18 dicembre 2019 |
| 10 | Cold Cold Man           | Freddo come il ghiaccio  | 17 dicembre 2019  | 25 dicembre 2019 |
| 11 | Can't Truss 'Em         | Non puoi fidarti         | 3 marzo 2020      | 15 marzo 2020    |
| 12 | Less Talk               | Meno chiacchiere         | 10 marzo 2020     | 22 marzo 2020    |
| 13 | Come Undone             | La disfatta              | 17 marzo 2020     | 17 giugno 2020   |
| 14 | I Am Who I Am           | Sono chi sono            | 24 marzo 2020     | 17 giugno 2020   |
| 15 | Love Me Still           | Amami ancora             | 31 marzo 2020     | 17 giugno 2020   |
| 16 | We Got Us               | Sei parte di me          | 7 aprile 2020     | 24 giugno 2020   |
| 17 | Over Everything         | La missione              | 14 aprile 2020    | 24 giugno 2020   |
| 18 | Home Is on the Way      | Sulla via di casa        | 21 aprile 2020    | 24 giugno 2020   |